# Тугаево (Гафурийский район)
Тугаево (баш. Туғай) — деревня в Гафурийском районе Республики Башкортостан Российской Федерации. Входит в состав Утяковского сельсовета.

## География

### Географическое положение
Расстояние до:
- районного центра (Красноусольский): 20 км
- центра сельсовета (Утяково): 8 км
- ближайшей ж/д станции (Белое Озеро): 49 км

## Население
| 2002 | 2009 | 2010 |
| ---- | ---- | ---- |
| 309  | ↘291 | ↘270 |

Согласно переписи 2002 года, преобладающие национальности —  башкиры (49 %), татары (27 %).